# Portales, New Mexico
Portales este o localitate, o municipalitate și sediul comitatului Roosevelt din statul New Mexico, Statele Unite ale Americii.